# Vanče Šikov
Vanče Šikov (mazedonisch Ванче Шиков; * 19. Juli 1985 in Kavadarci) ist ein mazedonischer Fußballverteidiger.

## Karriere
Šikov begann seine Karriere beim Heimatklub FK Tikveš Kavadarci. 2003 wechselte erstmals ins Ausland, nach Griechenland, zu Skoda Xanthi. 2006 kehrte er für ein halbes Jahr nach Mazedonien zurück, zum FK Pobeda Prilep. Aber bereits im Jänner 2007 wechselte er wieder nach Griechenland, diesmal zum Topklub aus Piräus, Olympiakos. Er wurde sofort an AO Kerkyra verliehen. Im Sommer 2007 wurde er wieder verliehen, diesmal zu Apollon Kalamarias. 2008 verließ er Olympiakos, ohne ein einziges Spiel für den Verein absolviert zu haben. Šikov zog es nach Zypern zu Ethnikos Achnas. Nach drei Jahren als Stammspieler wechselte er in die Ukraine zu Wolyn Luzk. 2014 wechselte er nach Österreich zum FK Austria Wien. Sein Debüt gab er am 2. Spieltag, bei der 0:4-Niederlage gegen den Wolfsberger AC, gegen den er wegen einer Tätlichkeit in der 6. Minute die rote Karte sah.
Zur Saison 2016/17 wechselte er nach Aserbaidschan zu Neftçi Baku.